# 君にセレナーデ
「君にセレナーデ」（きみにセレナーデ）は、広瀬香美が2022年1月15日にリリースした配信限定シングル。

## 解説
デビュー30周年記念シングル。
テレビ東京系列ウィンタースポーツ2022（2022年北京オリンピック含む）のテーマソングとして書き下ろされた。
1月11日には「みんなのセレナーデプロジェクト」として当楽曲のフリー音源データを配布、音源と組み合わせた応援ムービーを幅広く募集し、集まった応援ムービーをまとめたプロジェクトムービーを制作予定。

## 収録曲
1. 君にセレナーデ
作詞・作曲：広瀬香美
2. 君にセレナーデ（Instrumental）